# Jérémy Ménez
Pour les articles homonymes, voir Ménez.
Jérémy Ménez, né le 7 mai 1987 à Longjumeau (Essonne, France) est un footballeur international français, qui évolue au poste d'avant-centre entre 2004 et 2024.
Formé au FC Sochaux, Ménez fait ses débuts professionnels en Ligue 1 avec le club franc-comtois où il est présenté comme un grand espoir du football français avant de rejoindre l'AS Monaco. Il part ensuite en Italie à l'AS Rome pendant trois saisons avant d'être recruté par le Paris Saint-Germain au début de l'ère qatarie. Il est sacré double champion de France (2013 et 2014) dans la Capitale avant de repartir dans le championnat transalpin au Milan AC. La suite de sa carrière est plus hâchée avec différentes expériences aux Girondins de Bordeaux, en Turquie, au Mexique et au Paris FC. Il achève son parcours en Serie B italienne d'abord à la Reggina puis à Bari.
Sélectionné en équipe de France dans toutes les catégories d'âge possibles, Jérémy Ménez fait partie de la fameuse « génération 1987 » (composée notamment de Karim Benzema, Samir Nasri et Hatem Ben Arfa) qui remporte l’Euro U17 en 2004. Plus tard, il fait ses débuts en sélection A en 2010 contre la Norvège et participe à l'Euro 2012, mais n'est plus appelé à partir de 2013. Au total, il cumule 2 buts et 24 sélections sous le maillot Bleu.

## Biographie

### Enfance et formation
Né à Longjumeau, Jérémy Ménez grandit à Vitry-sur-Seine chez sa mère et à Champlan chez son père au sein d'une famille d'origine bretonne. En 2000-2001, il est licencié au CS Brétigny. Repéré par un recruteur sochalien, il quitte sa famille et débarque seul au centre de formation du FC Sochaux-Montbéliard, à l'âge de 13 ans. Il intègre la section sportive élite du collège Les Hautes Vignes de Seloncourt, à proximité de Sochaux.
À ce moment, il est approché par Manchester United alors qu'il participe au Tournoi de Montaigu avec l'équipe de France des moins de 16 ans. Fin 2003, Manchester se manifeste de nouveau pour l'engager mais il préfère jouer pour son club formateur, par reconnaissance,. Ménez signe son premier contrat professionnel avec le club franc-comtois à 16 ans au printemps 2004 et commence à jouer avec la réserve du club.

### Débuts précoces à Sochaux puis Monaco (2004-2008)
En mars 2004, alors âgé de seize ans, il signe son premier contrat professionnel avec FC Sochaux-Montbéliard, alors qu'il est courtisé par Arsenal et Manchester United.
Porteur du numéro 26, Jérémy Ménez débute en Ligue 1 le 7 août 2004, lors de la première journée de la Ligue 1 au stade Auguste-Bonal, contre l'AC Ajaccio (victoire 1-0),. Il inscrit son premier but le 19 novembre 2004 contre l'AS Monaco au stade Louis-II lors de la 15e journée (victoire 1-3),.
Lors de la 22e journée du championnat de France au stade Auguste-Bonal, le 22 janvier 2005, Jérémy Ménez inscrit trois buts en sept minutes face aux Girondins de Bordeaux (victoire 4-0), devenant ainsi le plus jeune auteur d'un triplé et l'auteur du triplé le plus rapide de l'histoire du championnat français,,.
Il signe à l'entame de la saison 2006-2007 en faveur de l'AS Monaco.
En 2008, malgré un bon démarrage de la saison où l'équipe remporte quatre victoires consécutives, la situation du joueur devient difficile à la suite de l'arrivée de Nenê au poste de milieu offensif gauche. En effet, placé sur le terrain en fonction des besoins de l'équipe ce n'est qu'après le départ de Jan Koller qu'il obtient un poste fixe en tant qu'attaquant. L'AS Monaco cantonné au milieu de tableau, Ménez montre des envies de départ mais une blessure l'empêche de quitter le club. À la suite d'une pubalgie il ne peut pas jouer lors du dernier quart du championnat. Finalement, après avoir entamé sa troisième saison à l'AS Monaco, il sera transféré à l'AS Rome.

### Du mal à confirmer à Rome puis au PSG (2008-2014)
En août 2008, après avoir repris le jeu avec l'AS Monaco, Jérémy Ménez s'engage finalement pour quatre ans en faveur de l'AS Rome, où il joue très peu. Après une période d'adaptation difficile, il regagne petit à petit la confiance de son entraîneur et des supporters.
Au début de la saison 2010-2011 avec le club romain, Jérémy Ménez passe d'espoir à joueur confirmé. On retient notamment son raid solitaire le 23 novembre 2010 face au Bayern Munich offrant le but à Marco Borriello. Titulaire sous les ordres de Claudio Ranieri, Ménez est relégué sur le banc de touche à la suite de l'arrivée de Vincenzo Montella à la tête du club romain. Le 21 avril 2011, un accrochage musclé avec son entraîneur scelle définitivement ses envies de départ.

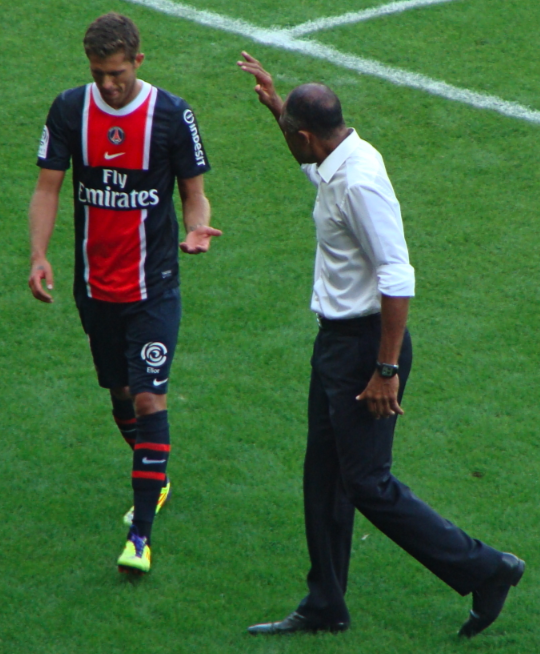
Ménez félicité par Antoine Kombouaré, en 2011.

Le 25 juillet 2011, Jérémy Ménez revient en France en s'engageant pour trois saisons avec le Paris Saint-Germain, le club dont il était supporter durant sa jeunesse. L'AS Rome empoche huit millions d'euros plus un bonus d'un million en cas de qualification du club parisien pour la Ligue des champions. L'international français hérite du numéro 7 laissé vacant après le départ de Ludovic Giuly. Le 18 août 2011, il inscrit son premier but sous les couleurs du Paris Saint-Germain lors du match aller des barrages de la Ligue Europa face au club luxembourgeois de Differdange (victoire 0-4). Le 4 décembre 2011, il inscrit le but du 2-1 pour Paris contre l'AJ Auxerre (score final 3-2), inscrivant par la même occasion le 2000e but en Ligue 1 de l'histoire du PSG (ainsi que la 600e victoire parisienne en championnat). Au terme de la saison, Jérémy Ménez termine troisième meilleur passeur du championnat avec 12 passes décisives, derrière Eden Hazard et Mathieu Valbuena.
Lors de la saison 2012-2013, Ménez voit arriver des joueurs comme Thiago Silva, Ezequiel Lavezzi et Zlatan Ibrahimović renforcer l'effectif du PSG. Ménez est en concurrence avec Nenê, Kevin Gameiro, Javier Pastore, Guillaume Hoarau et Ezequiel Lavezzi. Le 12 mai 2013, Ménez inscrit un but contre l'Olympique lyonnais qui permet au Paris Saint-Germain de l'emporter 1-0 et d'être sacré champion de France 2013. Ménez dispute 40 matchs et inscrivant 8 buts et donnant 12 passes décisives. Ménez manque le dernier match de la saison ainsi que le Trophée des Champions face au Girondins de Bordeaux et les deux premiers matchs de l'année suivante pour avoir insulté un arbitre lors du match face à l'OGC Nice, il est suspendu quatre matchs.
Au début de saison 2013-2014, Ménez ne termine pas le stage en Autriche, victime d'une hernie discale. Opéré au mois de juillet, il manque le début de saison. Alors que son retour était annoncé pour le 24 août, Ménez est victime d'un calcul rénal et est de nouveau opéré. Il effectue son retour sur les terrains face à l'Olympiakos en Ligue des champions. Le 2 octobre 2013, face au Benfica Lisbonne en Ligue des champions, il quitte le banc de touche à la 70e minute sans doute vexé par le choix de Laurent Blanc qui ne décide pas de le faire rentrer à la place de Ezequiel Lavezzi. Sa saison 2013-2014 est jugée décevante notamment par son manque de temps de jeu. Il est même souvent sifflé par le public du Parc des Princes pour ses mauvaises prestations.

### Rebond au Milan AC avant Bordeaux (2014-2017)

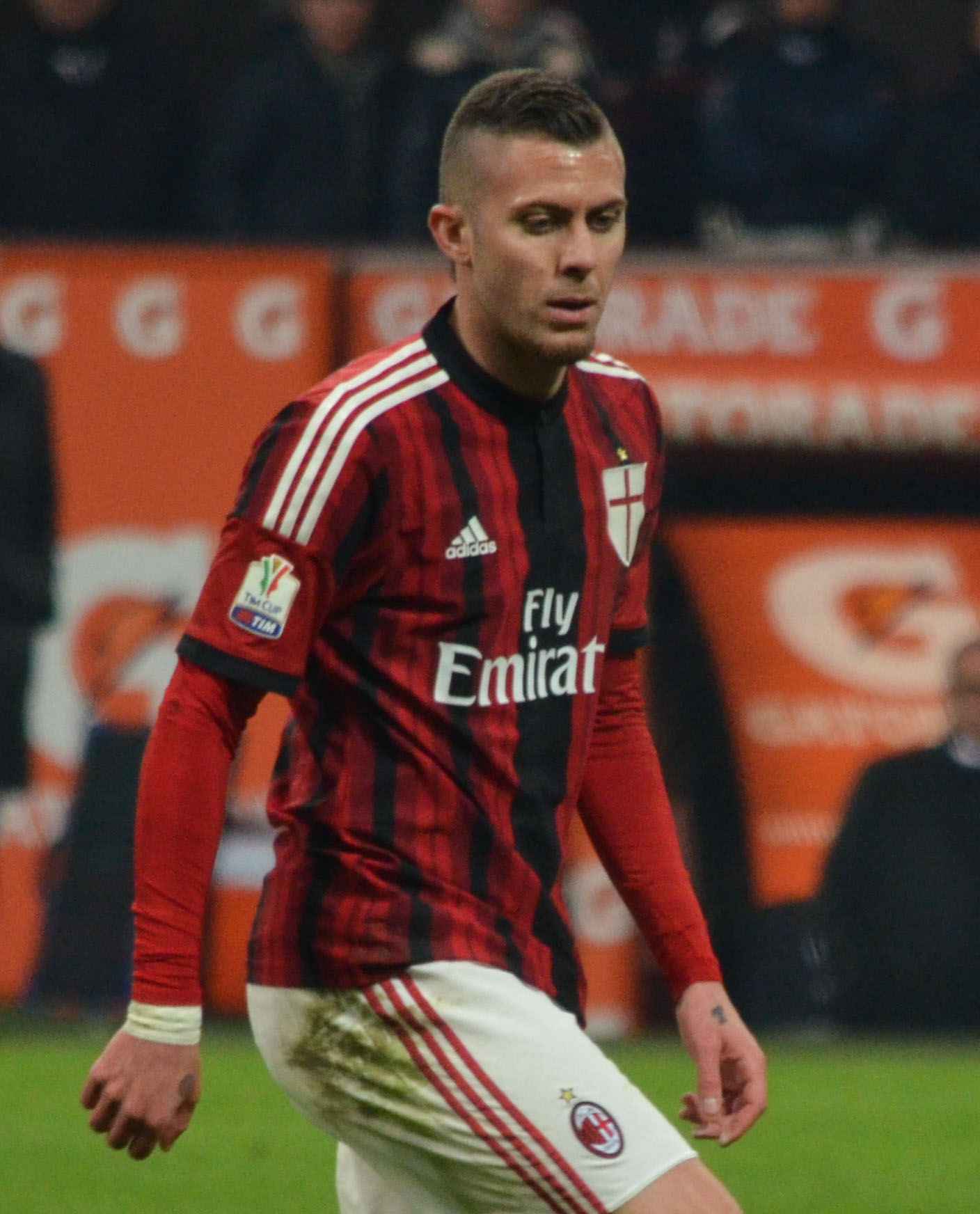
Sous le maillot du Milan AC en janvier 2015

Trois ans après avoir quitté la Serie A, Jérémy Ménez retrouve le championnat italien. Le 11 juin 2014, il s'engage pour trois saisons avec le Milan AC où il hérite du no 7 et retrouve son ancien partenaire au Paris SG, Alex. Le 14 septembre 2014, il signe un doublé face à Parme (victoire de l'AC Milan 5-4), composé d'un penalty et d'un but en talonnade, précédé d'un grand pont sur le gardien adverse Antonio Mirante. Le 23 novembre, il ouvre le score d'une reprise du plat du pied (score final 1-1) face à l'Inter Milan et devient ainsi le premier Français depuis Bruno Ngotty à inscrire un but dans le derby milanais depuis 15 ans.
Après une longue blessure au dos, il fait son retour en tant que titulaire le 1er mars 2016 et inscrit un doublé face à Alessandria participant à la victoire de l’AC Milan (5-0) et à sa qualification pour la finale de la Coupe d’Italie.
Avec 20 buts pour 46 rencontres disputées (soit un ratio de 0,44 but par match), en moins de 2 ans sous le maillot, Jérémy Menez signe la plus belle page de sa carrière à l'AC Milan.
Il retourne en France et s'engage chez les Girondins de Bordeaux pour trois saisons le 1er août 2016. Il y connaît des débuts difficiles puisque dès son premier match amical, il se fait couper le haut de l'oreille consécutivement à un tacle du Lorientais Didier Ndong.

### Antalyaspor (2017-2018)
Le 9 juin 2017, Ménez s'engage avec Antalyaspor pour trois ans. Il est accueilli comme un héros par les supporters du club.
Blessé à l'aine, Ménez doit patienter avant de découvrir le championnat turc. À son retour à la compétition, il peine à convaincre avec des prestations en dessous de son niveau. Son manque d'investissement suscite la polémique et son entraîneur Leonardo affirme que le joueur « devrait [leur] apporter plus ».

### Club América (2018-2019)
Le 5 janvier 2018, il rejoint le club mexicain de Club América. Il fait ses débuts le 27 janvier 2018 contre l'Atlas. Rentré à la mi-temps, Il inscrit son premier but d'une demi-volée du droit à l’entrée de la surface de réparation face à Lobos BUAP (5-1) lors de la 5ère journée du Championnat du Mexique. Le 7 juillet 2018, l’ancien joueur du PSG est victime d’une rupture des ligaments croisés du genou gauche. Avec cette blessure sérieuse survenue lors de la préparation, le natif de Longjumeau ne doit pas retrouver les terrains avant au moins six mois. Il fait son retour à la compétition le 5 mars, contre Nexaca (1-3, 1ère journée, match en retard), et enchaîne face à Puebla (1-0, 10e journée).

### Retour en France en Ligue 2 au Paris FC (2019-2020)
Libéré de son contrat par le Club América à l'été 2019, Jérémy Ménez fait son retour en France en septembre, en signant un contrat d'un an avec le Paris FC, alors lanterne rouge de Ligue 2. En cours de saison, il retrouve René Girard qu'il a connu en sélection, et qui remplace l'entraîneur Mécha Baždarević. Le 6 juin 2020, alors que le championnat a été arrêté pour cause de pandémie de Covid-19, le club annonce que le joueur ne sera pas conservé.

### Fin de carrière
En juin 2020 il signe un contrat de 3 ans avec la Reggina, fraîchement promue en Série B. Après soixante-sept matches et treize buts marqués il quitte le club à la fin de son contrat et signe au SSC Bari, également en Serie B.
En août 2023, pour son 1er match avec Bari, Ménez subit une rupture du ligament croisé antérieur au genou droit. Il ne rejoue pas avant fin 2023 et ne dispute que dix matchs sans marquer jusqu’au 27 mars 2024, date à laquelle son contrat avec Bari est résilié.
Le 28 septembre 2024, il annonce officiellement prendre sa retraite sportive.

### Sélection nationale (2010-2013)

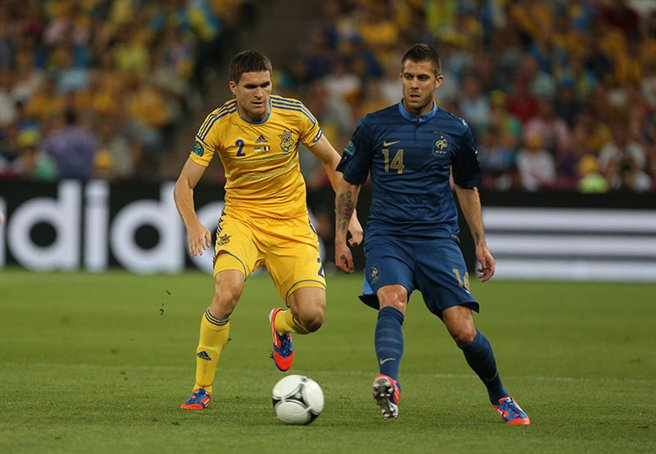
Jérémy Ménez lors de l'Euro 2012 à la lutte avec l'Ukrainien Yevhen Selin.

Après avoir porté le maillot des Bleus dans toutes les catégories depuis les moins de 17 ans, avec laquelle il devient champion d'Europe 2004, Ménez honore sa première sélection en équipe de France espoirs le 1er septembre 2006 face à l'Écosse.
Faisant partie de la liste des 23 joueurs convoqués par Laurent Blanc pour disputer le match amical face à la Norvège le 11 août 2010, il entre en jeu à la mi-temps en remplacement de Charles N'Zogbia et honore sa première sélection en A (défaite 2-1).
Le 9 février 2011, il commence le match sur l'aile droite de l'attaque lors de la rencontre amicale entre la France et le Brésil. Il signe ainsi son retour en équipe de France après avoir été brièvement écarté par Laurent Blanc en fin d'année 2010. Il s'illustre en éliminant trois joueurs brésiliens et en délivrant une passe décisive à Karim Benzema qui marque l'unique but du match.
En 2012, Ménez fait partie des joueurs sélectionnés par Blanc pour disputer l'Euro. Le 5 juin 2012, il marque son premier but en équipe de France lors du match amical face à l'Estonie (4-0) .
Le 15 juin 2012, durant le deuxième match de groupe de l'Euro 2012 opposant la France à l'Ukraine, il se distingue en ouvrant le score d'une frappe au ras du poteau. Lors du quart-de-finale face à l'Espagne, il reçoit un carton jaune après avoir insulté l'arbitre italien Nicola Rizzoli. À la suite de cet incident, mais aussi pour avoir insulté son capitaine Hugo Lloris qui lui reprochait son manque d'implication dans le repli défensif au cours de ce même match, le joueur français est convoqué devant la commission de discipline de la Fédération française de football le 27 juillet 2012 et écope d'un match de suspension.
Il n'est plus appelé en équipe de France depuis 2013.
En avril 2016, il fait partie d'une liste de 58 joueurs sélectionnables en équipe de Bretagne, dévoilée par Raymond Domenech qui en est le nouveau sélectionneur.

## Statistiques

### Générales par saison
| Saison                | Club                   | Championnat           | Championnat | Championnat | Championnat | Coupe nationale | Coupe nationale | Coupe nationale | Coupe de la Ligue | Coupe de la Ligue | Coupe de la Ligue | Supercoupe | Supercoupe | Supercoupe | Compétition(s) continentale(s) | Compétition(s) continentale(s) | Compétition(s) continentale(s) | Compétition(s) continentale(s) | France | France | France | Total | Total | Total |
| Saison                | Club                   | Division              | M.          | B.          | P.d.        | M.              | B.              | P.d.            | M.                | B.                | P.d.              | M.         | B.         | P.d.       | Comp.                          | M.                             | B.                             | P.d.                           | M.     | B.     | P.d.   | M.    | B.    | P.d.  |
| 2004-2005             | FC Sochaux-Montbéliard | Ligue 1               | 24          | 4           | 0           | 2               | 0               | 0               | 2                 | 0                 | 0                 | -          | -          | -          | C3                             | 6                              | 0                              | 0                              | -      | -      | -      | 34    | 4     | 0     |
| 2005-2006             | FC Sochaux-Montbéliard | Ligue 1               | 31          | 3           | 4           | 3               | 1               | 0               | -                 | -                 | -                 | -          | -          | -          | -                              | -                              | -                              | -                              | -      | -      | -      | 34    | 4     | 4     |
| Sous-total            | Sous-total             | Sous-total            | 55          | 7           | 4           | 5               | 1               | 0               | 2                 | 0                 | 0                 | -          | -          | -          | -                              | 6                              | 0                              | 0                              | -      | -      | -      | 68    | 8     | 4     |
| 2006-2007             | AS Monaco FC           | Ligue 1               | 29          | 7           | 3           | 2               | 0               | 0               | 2                 | 0                 | 0                 | -          | -          | -          | -                              | -                              | -                              | -                              | -      | -      | -      | 33    | 7     | 3     |
| 2007-2008             | AS Monaco FC           | Ligue 1               | 25          | 7           | 5           | 2               | 0               | 0               | 1                 | 0                 | 0                 | -          | -          | -          | -                              | -                              | -                              | -                              | -      | -      | -      | 28    | 7     | 5     |
| 2008-2009             | AS Monaco FC           | Ligue 1               | 3           | 0           | 0           | -               | -               | -               | -                 | -                 | -                 | -          | -          | -          | -                              | -                              | -                              | -                              | -      | -      | -      | 3     | 0     | 0     |
| Sous-total            | Sous-total             | Sous-total            | 57          | 14          | 8           | 4               | 0               | 0               | 3                 | 0                 | 0                 | -          | -          | -          | -                              | -                              | -                              | -                              | -      | -      | -      | 64    | 14    | 8     |
| 2008-2009             | AS Rome                | Serie A               | 29          | 4           | 5           | 2               | 0               | 1               | -                 | -                 | -                 | -          | -          | -          | C1                             | 3                              | 0                              | 1                              | -      | -      | -      | 34    | 4     | 7     |
| 2009-2010             | AS Rome                | Serie A               | 23          | 1           | 7           | 4               | 0               | 1               | -                 | -                 | -                 | -          | -          | -          | C3                             | 10                             | 3                              | 2                              | -      | -      | -      | 37    | 4     | 10    |
| 2010-2011             | AS Rome                | Serie A               | 32          | 2           | 3           | 4               | 0               | 1               | -                 | -                 | -                 | 1          | 0          | 0          | C1                             | 6                              | 2                              | 1                              | 5      | 0      | 1      | 48    | 4     | 6     |
| Sous-total            | Sous-total             | Sous-total            | 84          | 7           | 15          | 10              | 0               | 3               | -                 | -                 | -                 | 1          | 0          | 0          | -                              | 19                             | 5                              | 4                              | 5      | 0      | 1      | 119   | 12    | 23    |
| 2011-2012             | Paris Saint-Germain    | Ligue 1               | 33          | 7           | 12          | 3               | 0               | 1               | 1                 | 0                 | 1                 | -          | -          | -          | C3                             | 5                              | 2                              | 3                              | 11     | 2      | 0      | 53    | 11    | 17    |
| 2012-2013             | Paris Saint-Germain    | Ligue 1               | 30          | 5           | 7           | 3               | 0               | 0               | 2                 | 1                 | 0                 | -          | -          | -          | C1                             | 7                              | 2                              | 3                              | 8      | 0      | 0      | 50    | 8     | 10    |
| 2013-2014             | Paris Saint-Germain    | Ligue 1               | 16          | 2           | 1           | 2               | 0               | 0               | 4                 | 0                 | 1                 | -          | -          | -          | C1                             | 4                              | 0                              | 1                              | -      | -      | -      | 26    | 2     | 3     |
| Sous-total            | Sous-total             | Sous-total            | 79          | 14          | 20          | 8               | 0               | 1               | 7                 | 1                 | 2                 | -          | -          | -          | -                              | 16                             | 4                              | 7                              | 19     | 2      | 0      | 129   | 21    | 30    |
| 2014-2015             | AC Milan               | Serie A               | 33          | 16          | 4           | 1               | 0               | 0               | -                 | -                 | -                 | -          | -          | -          | -                              | -                              | -                              | -                              | -      | -      | -      | 34    | 16    | 4     |
| 2015-2016             | AC Milan               | Serie A               | 10          | 2           | 0           | 2               | 2               | 0               | -                 | -                 | -                 | -          | -          | -          | -                              | -                              | -                              | -                              | -      | -      | -      | 12    | 4     | 0     |
| Sous-total            | Sous-total             | Sous-total            | 43          | 18          | 4           | 3               | 2               | 0               | -                 | -                 | -                 | -          | -          | -          | -                              | -                              | -                              | -                              | -      | -      | -      | 46    | 20    | 4     |
| 2016-2017             | Girondins de Bordeaux  | Ligue 1               | 26          | 3           | 2           | 3               | 0               | 2               | 2                 | 0                 | 0                 | -          | -          | -          | -                              | -                              | -                              | -                              | -      | -      | -      | 31    | 3     | 4     |
| 2017-2018             | Antalyaspor            | Süper Lig             | 7           | 0           | 0           | 2               | 0               | 0               | -                 | -                 | -                 | -          | -          | -          | -                              | -                              | -                              | -                              | -      | -      | -      | 9     | 0     | 0     |
| 2017-2018             | Club América           | Liga MX+Clo.          | 10+4        | 3+2         | 2+3         | -               | -               | -               | -                 | -                 | -                 | -          | -          | -          | CCL                            | 2                              | 0                              | 0                              | -      | -      | -      | 16    | 5     | 5     |
| 2018-2019             | Club América           | Liga MX               | 3           | 0           | 0           | -               | -               | -               | -                 | -                 | -                 | 1          | 0          | 0          | -                              | -                              | -                              | -                              | -      | -      | -      | 4     | 0     | 0     |
| 2019-2020             | Club América           | Liga MX               | 1           | 0           | 0           | 2               | 0               | 0               | -                 | -                 | -                 | -          | -          | -          | -                              | -                              | -                              | -                              | -      | -      | -      | 3     | 0     | 0     |
| Sous-total            | Sous-total             | Sous-total            | 18          | 5           | 5           | 2               | 0               | 0               | -                 | -                 | -                 | 1          | 0          | 0          | -                              | 2                              | 0                              | 0                              | -      | -      | -      | 23    | 5     | 5     |
| 2019-2020             | Paris FC               | Ligue 2               | 17          | 4           | 4           | -               | -               | -               | 1                 | 1                 | 0                 | -          | -          | -          | -                              | -                              | -                              | -                              | -      | -      | -      | 18    | 5     | 4     |
| 2020-2021             | US Reggina             | Serie B               | 18          | 3           | 2           | -               | -               | -               | -                 | -                 | -                 | -          | -          | -          | -                              | -                              | -                              | -                              | -      | -      | -      | 18    | 3     | 2     |
| 2021-2022             | US Reggina             | Serie B               | 16          | 5           | 0           | 1               | 0               | 0               | -                 | -                 | -                 | -          | -          | -          | -                              | -                              | -                              | -                              | -      | -      | -      | 17    | 5     | 0     |
| 2022-2023             | US Reggina             | Serie B               | 33          | 5           | 3           | 1               | 0               | 0               | -                 | -                 | -                 | -          | -          | -          | -                              | -                              | -                              | -                              | -      | -      | -      | 34    | 5     | 3     |
| Sous-total            | Sous-total             | Sous-total            | 67          | 13          | 5           | 2               | 0               | 0               | -                 | -                 | -                 | -          | -          | -          | -                              | -                              | -                              | -                              | -      | -      | -      | 69    | 13    | 5     |
| 2023-2024             | SSC Bari               | Serie B               | 10          | 0           | 0           | -               | -               | -               | -                 | -                 | -                 | -          | -          | -          | -                              | -                              | -                              | -                              | -      | -      | -      | 10    | 0     | 0     |
| Total sur la carrière | Total sur la carrière  | Total sur la carrière | 463         | 85          | 67          | 39              | 3               | 4               | 15                | 2                 | 2                 | 2          | 0          | 0          | -                              | 43                             | 9                              | 11                             | 24     | 2      | 1      | 586   | 101   | 85    |

### Buts internationaux
| 0   | Date         | Lieu                            | Compétition                 | Résultat | Adversaire | Détail | Détail         | Détail | Sél. |
| --- | ------------ | ------------------------------- | --------------------------- | -------- | ---------- | ------ | -------------- | ------ | ---- |
| 1er | 5 juin 2012  | MMArena, Le Mans, France        | Match amical                | V 4-0    | Estonie    | 90+1e  | du pied gauche | 4-0    | 13e  |
| 2e  | 15 juin 2012 | Donbass Arena, Donetsk, Ukraine | Premier tour de l'Euro 2012 | V 0-2    | Ukraine    | 53e    | du pied gauche | 0-1    | 14e  |

## Palmarès

### En club
- Champion de France en 2013 et en 2014 avec le Paris Saint-Germain
- Champion de Liga MX en 2018 avec le Club América
- Vainqueur de la Coupe du Mexique en 2019 avec le Club América
- Vainqueur de la Coupe de la Ligue en 2014 avec le Paris Saint-Germain
- Vainqueur de la Supercoupe de Mexique en 2019 avec le Club América
- Vice-champion d'Italie en 2010 avec l'AS Rome
- Vice-champion de France en 2012 avec le Paris Saint-Germain
- Finaliste de la Coupe d'Italie en 2010 avec l'AS Rome et en 2016 avec le Milan AC
- Finaliste de la Supercoupe d'Italie la 2010 avec l'AS Rome

### En équipe de France
- 24 sélections et 2 buts entre 2010 et 2013
- Champion d'Europe des moins de 17 ans en 2004
- Participation au Championnat d'Europe des Nations en 2012 (1/4 de finaliste)

## Divertissement
En mai 2024, il participe à la Kings World Cup avec l'équipe française Foot2Rue, compétition dérivée de la Kings League, format crée par Gérard Piqué.  En avril 2025, Jérémy Ménez rejoint la Kings League France toujours avec l'équipe Foot2Rue dirigé par AmineMaTue et Samir Nasri. 

## Vie privée
Depuis 2011, Ménez est en couple avec Émilie Nef Naf, gagnante de l'émission Secret Story 3,. Le 7 novembre 2012, elle accouche de leur premier enfant, une fille prénommée Maëlla. Le couple annonce en juin 2014 attendre un second enfant. Le 18 novembre 2014, elle accouche de leur deuxième enfant, un garçon prénommé Menzo. Le couple se sépare en 2016 et se remet de nouveau ensemble en 2018. En 2021, le couple se sépare à nouveau.
En mai 2016, il est accusé d'avoir bénéficié d'un système de fraude aux permis de conduire organisée par une auto-école de Neuilly-sur-Seine.